# 埼玉西武ライオンズ主催試合の地方球場一覧
埼玉西武ライオンズ主催試合の地方球場一覧（さいたませいぶライオンズしゅさいしあいのちほうきゅうじょういちらん）では、埼玉西武ライオンズ（2007年までの名称は西武ライオンズ）が1979年に本拠地を福岡から所沢に移転して以降、専用球場の西武ドーム以外で公式戦を主催した野球場を列記する。
- 専用球場

一軍-西武ドーム（西武ライオンズ球場→インボイスSEIBUドーム→グッドウィルドーム→西武プリンスドーム→メットライフドーム→ベルーナドーム）
二軍- 西武ドーム、西武第二球場(CAR3219フィールド)
なお、福岡を本拠地としていた1978年以前は、福岡本拠地時代のライオンズ主催試合の地方球場一覧を参照。

## 一軍

### 埼玉県（保護地域）
- 埼玉県営大宮公園野球場（2008年:1試合、2009年-2010年:各年3試合、2011年:3試合-1試合中止、2012年:3試合-1試合中止、2013年:3試合-1試合中止、2014年-2019年:各年3試合、2022年:1試合中止、2023年:2試合、2024年:2試合、2025年:2試合）

#### 北海道
- 札幌市円山球場（1995年-1997年:各年2試合、1998年:1試合、1999年-2000年:各年2試合）
- 札幌ドーム（2001年:3試合、2002年:5試合、2003年:6試合）

※2004年からは日本ハム主催試合でビジターチームとして使用

### 東北

#### 宮城県
- 宮城球場（現：楽天モバイルパーク宮城）（1995年:1試合、1996年-1997年:各年2試合 <1998年は中止>）

※2005年からは楽天主催試合でビジターチームとして使用

#### 山形県
- 山形県野球場（現：ヤマリョースタジアム山形）（1995年-1998年:各年1試合）

### 関東

#### 群馬県
- - 群馬県立敷島公園野球場（1996年-1998年、2001年、2006年、2008年、2010年、2012年、2016年-2019年、2024年-2025年:各年1試合）
    - 2009年から施設命名権を導入し、呼称を「上毛新聞敷島球場」としている。

#### 東京都
- 東京ドーム（2018年:1試合、2023年:1試合）

### 中部

#### 新潟県
- 新潟県立野球場（2010年-2011年:1試合）
  - 施設命名権を導入し、呼称を「HARD OFF ECOスタジアム新潟」としている（以下、新潟と表記）

#### 長野県
- 長野オリンピックスタジアム（南長野運動公園野球場）（2000年-2008年 各年2試合）

#### 富山県
- 富山アルペンスタジアム（1998年:2試合）

#### 静岡県
- 静岡県草薙総合運動場硬式野球場（静岡草薙球場）（1994年:2試合 <1995年は中止>）
- 浜松球場（1995年:1試合）

#### 愛知県
- ナゴヤドーム（現：バンテリンドームナゴヤ）（1997年:2試合）
  - 2005年からはセ・パ交流戦の中日ドラゴンズ主催試合で使用している。

### 近畿

#### 滋賀県
- 皇子山球場（2011年:1試合-1試合中止、2012年:1試合）

### 九州

#### 福岡県
- 平和台野球場（1979年:10試合、1980年:6試合、1981年:3試合、1987年:2試合、1988年:3試合）

#### 沖縄県
- 那覇市営奥武山野球場（2017年:1試合-1試合中止、2019年、2022年-2023年、2025年:2試合）
  - 福岡時代の1961年以来56年ぶりの開催。当時沖縄はアメリカ占領下であったため、日本統治下の沖縄開催は今回が初めてとなる。
  - 施設命名権を導入し、呼称を「沖縄セルラースタジアム那覇」としている。

### オープン戦のみ
- 高知県立春野運動公園野球場
- 佐賀県立森林公園野球場（みどりの森県営球場）（2018年）
- 長崎県営野球場（長崎ビッグNスタジアム）（2018年）

### 参考事項
本拠地移転当初は地方での主催試合は移転前の本拠地である平和台球場以外では行わない方針であり、1982年から1986年までの5年間は地方開催は全くなく、全試合を西武ライオンズ球場（現：ベルーナドーム）で開催した。また西武球場以外での開催があった1979年、1980年、1981年、1987年、1988年は全て平和台球場での開催であった。特に移転初年の1979年は西武主管10試合のほか、ビジター扱いの試合も7試合行われ事実上「準本拠地」の扱いに近く、5月に主管7試合<いずれも近鉄戦>、8月には9試合<主管3・ビジター6>が行われたことがあった。
だが1989年、南海ホークスがダイエーに球団譲渡し平和台へ移転したことから、同年から1993年までの5年間、再び地方開催がなくなった。
しかし1993年秋、球団はファン層開拓を目指して積極的に地方進出を行う方針へ転換し、翌1994年に静岡で2連戦を主催開催した。この静岡シリーズが興行的に好調であったことから同年以降、本格的に地方開催を展開することとなり、西武グループ各社が進出している都市を中心に地方開催を編成するようになった。
だが、翌1995年の静岡シリーズは悪天候に見舞われるなど興行成績が低下し、同年限りで撤退。1997年にはナゴヤドームで2試合を開催したがこちらも興行成績が芳しくなく、同年限りに終わった。同一の都市で5年以上にわたって継続して開催されたケースは1995年から2003年までの札幌、2000年から2008年までの長野の2都市のみにとどまっている。また、前橋では西武ドームでの2～3連戦に組み込む形で各シーズン1試合を開催している。
この間、2001年に開場した札幌ドームを2003年以降に準本拠地化して、年間20試合前後を開催する構想が浮上したことがあり、2002年には開幕戦を同ドームで開催するなど布石を打っていた。だが同年、日本ハムファイターズが本拠地を札幌へ完全移転する計画が浮上したことから、この構想は事実上頓挫している（詳細は埼玉西武ライオンズ#所沢時代（西武時代）、北海道日本ハムファイターズも併せて参照）。
2008年に球団名を「埼玉西武ライオンズ」にしてからは、それまで全く主催試合の開催が無かった埼玉県営大宮公園野球場（以下、大宮）において、球団が打ち出した地域密着策の一環である主催試合を開催している。また、同年10月17日にはクライマックスシリーズ第2ステージの初戦を同球場で開催し、さらに2009年には同球場で公式戦3試合を開催している。
2009年は西武ドームと大宮の2球場でのみ主催試合を開催し、埼玉県外での地方開催は行われなかった。主催試合が埼玉県内のみで行われたのは1993年以来16年振りだった。
2010年は新潟と上毛敷島（前橋）で2年ぶりに県外での主催試合を各1試合開催した。いずれもホーム3連戦の初日で、以降2戦目は大宮、3戦目は西武ドームでの開催だった。このうち6月下旬に開催した新潟・大宮・西武ドームの3連戦は、2戦目を開催した大宮が前日来の雨の影響でグラウンド状態が悪かったため、西武と日本ハムの両軍は新潟から上越新幹線で移動後、野手陣が大宮からバスで移動して川越市の屋内練習施設を借用して練習を行ったものの、後から練習を行った日本ハムの控え野手陣が乗ったバスが球場までの移動の間に渋滞に巻き込まれ、試合開始が19分遅延するトラブルが発生した。結局この2戦目は延長11回、4時間30分に及ぶ長丁場となった。同年はリーグ2位となったが、大宮でのCS開催に関しては後藤高志オーナーが同年春の段階で「収容人数や設備の問題もあるので（今後の開催は）難しい」と指摘したこともあって、CSファーストステージは全試合西武ドームで開催した。
同年シーズン終了後の10月18日、前田康介球団本部長はスポーツ報知などの取材に対し「地方開催は毎年かなりの盛り上がりを見せている。ファンを拡大する意味でも試合数を増やしていく話はある。（開催地や試合数は）新潟も含め、いろいろと考えて検討したい」と展望を明らかにし、今後はさらなる地域密着策として県営大宮での公式戦開催数増加を中心に、同年秋に西武グループと官民連携協定を締結した新潟県での公式戦を継続開催するなど、地方開催全般について前向きに検討する旨を示唆した。その結果、2011年は大宮で4試合（うち交流戦1試合）、新潟で1試合の開催が決まった。このうち新潟はホーム2連戦の初日（8月23日）を開催日とし、翌日を同地での予備日として2戦目（8月25日）を大宮で開催する変則日程に変更された。
2011年3月11日に発生した東日本大震災の際、東京電力管内の電力供給量が低下したため西武は計画停電などの影響を考慮し、西武ドームでの主催公式戦を当面、全試合デーゲーム開催とする方針を一旦決定した。しかし西武ドームは自然光を取り入れる構造にこそなっているものの、曇天の場合は薄暗くなる可能性があり、また実際に昼間の練習を照明を使用せずに行ったところ、選手らから「ボールが見えにくい」と指摘を受けたため、試合での使用は困難と判断。このため開幕戦となる4月12日からの対日本ハム3連戦は札幌ドームでの日本ハム主催に振り替え、西武主催分は延期。またナイター3連戦として編成されていた4月26日と翌27日の対楽天戦は開催地を滋賀県大津市の皇子山球場でのナイター開催に変更し、試合数を2連戦に削減して4月28日の予定分を延期する措置が取られた。なお、4月27日の試合は中止（降雨ノーゲーム）となり、皇子山での試合は1試合となった。2012年は4月19日の日本ハム戦が皇子山での開催だったが、このときは4月16日と17日に同カードを西武ドームで行った後、移動日を1日挟んでの変則3連戦となった。
2013年は西武ドーム以外での開催は大宮での3試合のみとなり、2009年以来4年振りに保護地域である埼玉県以外では主催試合は行われなかったが、2014年以降も大宮で基本3試合を開催する以外は西武ドームで開催しており、埼玉県外での主管試合は行われていなかったが、2016年6月24日のロッテ戦で、2012年以来4年ぶりの県外主管試合（群馬県・上毛新聞敷島球場）が行われることが決まった。

### 観戦にあたっての注意事項
現在の本拠地球場である西武ドームは2008年までは一塁側をホームベンチとしていたが2009年からは三塁側をホームベンチとしている。また、大宮でのゲームでも三塁側を使用している。西武ドームや大宮以外での開催ではどちらをホームベンチとするかは明確な決まりはないが2018年時点で埼玉県外の主催試合で三塁側をホームベンチとして使用した例はない。

## 二軍

### 埼玉県（保護地域）
- 上尾市民球場
- 飯能市民球場
- さいたま市岩槻川通公園野球場
- さいたま市営大宮球場
- 本庄総合公園市民球場
- 熊谷運動公園野球場
- 小鹿野町総合運動公園野球場

### 東北
- 青森県営球場
- 長根野球場

### 関東
- 高崎市城南野球場
- 水戸市民球場

## 脚註
1. ↑  滋賀県には近江鉄道などの西武グループの関連会社がある。
2. ↑  パが日程変更を発表 楽天、西武は開催球場移す スポーツニッポン 2011年3月30日閲覧
3. ↑  2016年6月カレンダー